# Остшолек, Маттиас
Маттиас Остшолек (нем. Matthias Ostrzolek; род. 5 июня 1990 года, Бохум, Германия) — немецкий футболист польского происхождения, защитник австрийского клуба «Адмира Ваккер Мёдлинг».

## Биография
Родители Остшолека эмигрировали из польской Силезии и поселились в Бохуме.

## Клубная карьера
С шестилетнего возраста занимался футболом в клубной академии «Бохума». С сезона 2009/10 был переведён во вторую команду. В сезоне 2010/11 начал тренироваться с основной командой. Дебютировал за «Бохум» 21 декабря 2010 года в матче против «Оснабрюка» (2:1) во второй Бундеслиге. Во время зимнего перерыва он подписал профессиональный контракт до 2013 года.
29 января 2012 года Остшолек перешел в «Аугсбург». В сезоне 2014/15 перешёл в «Гамбург», подписав трехлетний контракт до 30 июня 2017 года. В 13-м туре сезона 2016/17 Остшолек забил свой первый гол в Бундеслиге в выездном матче против «Дармштадта 98». В сезоне 2017/18 Остшолек покинул «Гамбург» после истечения срока его контракта и присоединился к недавно вышедшему в Бундеслигу «Ганноверу 96», где он получил трехлетний контракт до 30 июня 2020 года. По истечении срока контракт не продлен.
После шести месяцев без клуба в январе 2021 года он перешел в клуб австрийской Бундеслиги «Адмира Ваккер Мёдлинг», с которым он подписал контракт, действующий до июня 2022 года.

## Карьера в сборной
В апреле 2007 года он впервые попал в состав Сборной Польши до 17 лет, где отыграл полные 90 минут в игре против Латвии. После почти четырёх лет отсутствия в составе молодёжной сборной Польши он был приглашен в состав Сборной Германии до 21 года на контрольные матчи против Нидерландов и Италии в марте 2011 года.